# Saxifraga diffusicallosa
Saxifraga diffusicallosa är en stenbräckeväxtart som beskrevs av Cheng Yih Wu. Saxifraga diffusicallosa ingår i Bräckesläktet som ingår i familjen stenbräckeväxter. Inga underarter finns listade i Catalogue of Life.